# David Ferrie
David Ferrie (28 mars 1918 - 22 février 1967) est un pilote d'avion, soupçonné d'avoir été impliqué à un niveau intermédiaire dans l'assassinat du 35e président des États-Unis, John Fitzgerald Kennedy, le 22 novembre 1963. Il était dans le collimateur du procureur de la ville de La Nouvelle-Orléans, Jim Garrison, notamment pour ses liens soupçonnés avec Lee Harvey Oswald. Il fut retrouvé mort le 22 février 1967 dans son appartement, peu après que l'enquête du procureur fut annoncée par la presse.

## Biographie
Ferrie est né dans la ville de Cleveland dans l'État de l'Ohio. Issu d'une famille catholique romaine, il tenta d'entrer dans les ordres mais fut finalement évincé du séminaire Saint Charles de Carthagene (Ohio) en 1944 pour « instabilité émotionnelle ». 
Après avoir étudié l'aéronautique de 1942 à 1945, il obtint par la suite un permis de pilote et enseigna l'aéronautique au collège préparatoire (9-12 ans) Bénédictin de Cleveland, un établissement privé catholique, avant là aussi de perdre son emploi, notamment pour avoir emmené des jeunes garçons dans une maison close. 
Après avoir travaillé en Amérique du Sud, il est recruté à la Rocky River High School mais est licencié pour avoir voulu psychanalyser ses étudiants.
En 1951, il arriva à La Nouvelle-Orléans et travailla comme pilote pour Eastern Air Lines (une compagnie qui n'existe plus) mais en 1961, il perdit encore son emploi après avoir été arrêté plusieurs fois pour extorsion et comportement amoral par rapport à des jeunes enfants (outrage aux bonnes mœurs). En parallèle, la Federal Aviation Administration mène sa propre enquête.

## La lutte anti-castriste
David Ferrie se décrivait comme un anti-communiste fanatique. 
En 1961, il fit un discours anti-Kennedy extrêmement virulent devant une assemblée militaire, dans lequel il reprochait notamment au président d'alors, de ne pas avoir appuyé par voie aérienne, l'invasion de Cuba lors de l'opération de débarquement de la baie des cochons organisée et dirigée par la CIA en avril 1961 au moyen d'une brigade d'exilés cubains anti-castristes entraînés par la CIA, qui avait été décidée à partir de 1959 sous l'administration Eisenhower. Il fut contraint de quitter le podium.
Grâce à son expérience des vols aériens périlleux acquise dans la lutte anti-castriste, il devint transporteur d'armes pour le compte de la CIA et participa à la livraison de plusieurs cargaisons d'armes à Cuba au cours des opérations clandestines de cette dernière. En février 1962, il devint l'associé anti-communiste Guy Banister au sein de son officine de détectives privés qui camouflait en réalité les activités illégales de la CIA sur le sol des États-Unis. Fondée en 1947, la CIA avait en effet l'interdiction formelle d'intervenir sur le sol des États-Unis d'Amérique, rôle dévolu exclusivement au FBI de J.Edgar Hoover.     
En Février 1962, c'est à Banister que Ferrie demande également de le défendre dans les accusations « d'actes contre nature » que lui reprochaient l'Estearn Air Line.    
Ancien chef de la police de Dallas, ancien agent du FBI et ancien agent de l'Office of Naval Intelligence (ONI) dont faisait partie Lee Harvey Oswald, lié à la John Birch Society, société prônant la suprématie blanche, Guy Banister était chargé des opérations anti-castristes appointées par la CIA et le FBI. Il avait participé à la logistique de l'opération montée par la CIA du débarquement de la Baie des cochons en avril 1961. Son bureau de détective privé, en réalité une couverture, servait de lieu de rassemblement aux cubains anti-castristes entrainés militairement et soutenus dans les environs par la CIA et également au Cuban Revolutionnary Council (CRC) dirigé par Sergio Arracha Smith (lui-même financé par le mafieu Carlos Marcello) et d'entrepôt d'armes.  
Intégré dans cette entité très spéciale, David Ferrie y exerçait le rôle de formateur des exilés cubains anti-castristes pour le compte de la CIA. De même, proche du leader cubain anti-castriste, Sergio Arracha Smith et du mafieu Carlos Marcello avec lequel il avait de solides relations, il permit à ce dernier d'être acquitté au cours d'un procès en décembre 1963 ou celui ci risquait très fortement d'être expulsé à nouveau du territoire des Etats-Unis après en avoir déjà été extradé sans ménagements par Robert F. Kennedy en avril 1961 vers le Guatemala et malgré son soutien actif dans la campagne présidentielle de 1960.    
Il a également collaboré avec le docteur Mary Sherman qui travaillait elle aussi pour la CIA, sur des projets médicaux tels que l'inoculation de maladies, ou encore l'accélération de maladies cancéreuses (cette dernière fut retrouvée morte à l'intérieur de son appartement incendié, le 21 juillet 1964, poignardée par arme blanche).   
Victime d'alopécie, il portait une perruque et se dessinait les sourcils.   
À nouveau entendu par le procureur Jim Garrison dans le cadre de la seconde enquête que ce dernier avait relancé à partir de 1966 sur le meurtre de John Fitzgerald Kennedy, il se retrouva acculé et dut reconnaître son implication dans le soutien aux anti-castristes. 
Malgré la protection du procureur de district, il fut retrouvé mort à son domicile le 22 février 1967 à la suite des révélations de la presse sur les investigations du procureur Jim Garrison concernant l'assassinat de John F. Kennedy,,.

## Affaire Kennedy

### Premiers démêlés avec la justice
Le procureur Jim Garrison démarra une enquête de routine sur David Ferrie lorsqu'il fut informé par son assistant Herman Kholman, d'un voyage effectué par le pilote anti-castriste, 48 heures avant l'assassinat du président à Dallas le 22 novembre 1963 et sur la base d'une infraction au code de la route. La source de cette information émanait de Jack Martin, détective privé qui était employé par Guy Banister pour ses enquêtes et qui avait été violemment agressé le 22 novembre 1963 par ce dernier à coups de crosse de 357 Magnum concernant les activités et des personnes qu'il avait observé au sein de l'officine durant les mois de l'été 1963,. 
En parallèle, le FBI aurait recherché également l'ancien pilote car une carte de bibliothèque au nom de David Ferrie aurait été retrouvée sur le meurtrier présumé Lee Harvey Oswald lors de son interpellation. Enfin, l'avocat de Carlos Marcello, le parrain de la nouvelle Orléans, Jack Wasserman, recherchait également l'ancien pilote qui travaillait régulièrement pour ce dernier.  
Après avoir localisé l'appartement de David Ferrie, les enquêteurs constatèrent son absence et la présence de deux de ses amis, Alvin Beauboeuf et Layrton Martens. À la suite de la collecte de plusieurs témoignages par les enquêteurs du District Attorney concernant le départ en voiture de David Ferrie moins d'une heure après les évènements de Dallas pour le Texas, le 22 novembre 1963, il se présenta au bureau du procureur le lundi 25 novembre 1963. 
Au cours de son interrogatoire, il donna l'alibi d'avoir été à Houston pour faire du patin à glace et déclara ne jamais avoir rencontré Lee Harvey Oswald. Face aux réponses peu crédibles du suspect, le procureur décida de le transférer au département de police pour interrogatoire par le FBI. Ce dernier libéra rapidement l'ancien pilote en indiquant que ce dernier n'était pas relié aux évènements du 22 novembre 1963, précisant au passage que l'arrestation émanait du District Attorney et non du bureau fédéral. 
Cependant, dans un rapport du FBI du 27 Novembre 1963, interrogé, David Ferrie admit être extrêmement critique envers la politique de John Fitzgerald Kennedy depuis l'échec de l'opération du débaquement de la Baie des cochons en Avril 1961 aussi bien en privé qu'en public.
Le FBI abandonna toutes les investigations à son sujet le 18 décembre 1963.

### Seconde enquête et décès
À partir de la fin de l'année 1966, à la suite d'une discussion avec le sénateur Russel Long, le procureur Jim Garrison décida de reprendre l'enquête. Après avoir lu le rapport de la Commission Warren et constaté la présence de témoignages non approfondis, d'éléments non pris en compte et de plusieurs pistes non explorées qui affaiblissaient et rendaient à son sens, les conclusions du rapport extrêmement sujettes à caution, il prit la décision de rencontrer le détective Jack Martin qui l'avait initialement informé sur David Ferrie et qui avait travaillé pour Guy Banister.    
Jack Martin lui confirma la présence de David Ferrie et également de Lee Harvey Oswald au sein de l'officine de Guy Banister et en lien avec des opérations de déstabilisation du régime castriste comme le transfert d'armes sur un axe Dallas-Nouvelle-Orléans-Miami ou l'entrainement d'exilés cubains anti-castristes dans un camp situé au nord du lac Pontchartrain ou en Floride,.   
Par la suite, enquêtant sur le rôle de l'officine qui était une façade des opérations clandestines de la CIA sur le sol des États-Unis, et l'implication de David Ferrie, Jim Garrison envisagea la possibilité de convoquer ce dernier devant le grand jury pour un éventuel procès et de convoquer également Clay Shaw pour ses connexions supposées avec la cellule de Guy Banister. Jim Garrison émettait en effet l'hypothèse d'une conspiration impliquant des éléments de l'extrême droite et des membres des services secrets dans l'assassinat du président américain le 22 novembre 1963,.  
Soumis à la pression des médias à la suite d'une révélation dans la presse de l'enquête indépendante menée par le procureur, le 17 février 1967, sur l'assassinat de John Fitzgerald Kennedy, la santé mentale et le self contrôle de David Ferrie se dégradèrent très sensiblement. Son adresse ayant été trouvée par la presse qui assiégeait son domicile, il fut transféré dans un motel. Cependant, il fut retrouvé mort dans son appartement le 22 février 1967 avec deux lettres de suicide. La cause de la mort constatée par le médecin légiste était une rupture d'anévrisme, ce qui entrait en contradiction avec les deux lettres de suicide retrouvées chez lui. À noter également que son ami cubain, Elidio Del Vallee, également impliqué dans les opérations anti-castristes, fut retrouvé mort moins de douze heures après le décès de David Ferrie. Torturé, il avait été abattu par arme à feu et le crâne ouvert à l'arme blanche,,.

### Révélations ultérieures du HSCA
En outre, de 1976 à 1978, lors de ses travaux d'enquête sur les meurtres de John Fitzgerald Kennedy et Martin Luther King, la commission d'enquête du congrès, le House of Representatives Select Committee on Assassinations ou HSCA apporta la preuve sur la forme de plusieurs témoignages que Lee Harvey Oswald et David Ferrie se connaissaient et que ce dernier travaillait au sein de l'agence de détectives privés de Guy Banister. Ainsi, le HSCA a prouvé que Lee Harvey Oswald a participé à une discussion avec David Ferrie.   
De même, Delphine Roberts, la secrétaire de Guy Banister, a témoigné que Lee Harvey Oswald était allé en compagnie de David Ferrie dans un camp d'entraînement d'exilés cubains anti-castristes (camps qui furent par la suite fermés par le FBI sur ordre de la présidence de John Fitzgerald Kennedy pour respecter l'accord de neutralité sur Cuba à la suite de la crise des missiles d'octobre 1962).  
Des années après la tragédie, des photos furent révélées au public et qui montraient que Ferrie et Oswald appartenaient à la même unité de pilotes civils volontaires de réserve de l'U.S. Air Force (La Civil Air Patrol). Selon l'historien Thierry Lentz, « Oswald et David Ferrie se connaissaient probablement ».  
L'ancien assistant du directeur de la CIA, Victor Marchetti, dont l'ouvrage sur son ancien employeur fut censuré en 1978, a également déclaré avoir la conviction que David Ferrie avait travaillé pour la CIA en citant pour preuve le mouvement de panique qui ébranla le quartier général de l'agence de renseignements à Langley en Virginie, lorsque le procureur Jim Garrison se mit à enquêter sur les activités de l'ancien pilote lors de son enquête sur l'assassinat de John Fitzgerald Kennedy en 1966. 
À noter également que le rapport d'enquête et d'interrogatoire du FBI sur la première arrestation de David Ferrie, intervenue le 25 novembre 1963, fut classé secret sur l'ordre du directeur du FBI, J Edgar Hoover. Jamais rendu public, il a été révélé comme porté manquant par les Archives Nationales depuis 1976. De même le FBI nia que la carte de bibliothèque au nom de David Ferrie et retrouvée sur Lee Harvey Oswald le jour de son arrestation, ait jamais existé alors qu'un télex adressé au directeur du FBI signalait son existence.

## Culture populaire
Dans JFK d'Oliver Stone (1991), c'est Joe Pesci qui interprète le rôle.
David Ferrie apparait également brièvement sur écran dans le film de Martin Scorsese The Irishman sorti en 2019 sur le réseau Netflix. Inspiré de la biographie du criminel tueur et homme de main de la Cosa Nostra, Franck Sheeran parue en 2003 sous le titre I Heard You Paint Houses : Frank « The Irishman » Sheeran and the Inside Story of the Mafia, the Teamsters, and the Final Ride by Jimmy Hoffa du journaliste Charles Brandt, le film relate l'implication de la mafia et l'action déterminante de Sam Giancana, le parrain des parrains, et de ses hommes pour assurer l'élection de John F. Kennedy en 1960. La lutte contre le régime castriste, notamment la préparation du Débarquement de la Baie des Cochons d'avril 1961 par la CIA avec le soutien de la mafia et l'action de l'ancien pilote y sont également présentés.